# Coating (Pharmazie)
Unter Coating versteht man in der Pharmazie das Beschichten oder Verkapseln von Feststoffpartikeln mit Hüllsubstanzen. Mit Hilfe dieser Überzüge sollen die Oberflächeneigenschaften der Partikel gezielt verändert werden, beispielsweise um diese vor äußeren Einflüssen zu schützen, zur Geschmacks- oder Geruchsmaskierung oder zur kontrollierten Freisetzung des Wirkstoffes.

## Funktion
Feste Arzneistoffzubereitungen werden beschichtet, damit sie z. B. leichter einzunehmen und widerstandsfähiger gegen Feuchtigkeit und Sauerstoff sind. Weitere Gründe sind eine höhere Stabilität gegen Licht oder mechanische Einwirkungen bei Verpackung und Versand. Je nach Auflöseverhalten der Hüllsubstanzen kann eine bestimmte örtliche oder zeitlich verzögerte Wirkstoffabgabe erzielt werden, wie z. B. bei magensaftresistenten Tabletten.

## Hüllsubstanzen
Bei den Substanzen zur Ummantelung handelt es sich um Flüssigkeiten wie Lösungen, Suspensionen oder Schmelze.

## Verfahren
Um pharmazeutische Darreichungsformen zu überziehen, stehen im Wesentlichen zwei Verfahren zur Verfügung: zum einen das Trommel-Coating und zum anderen das Wirbelschicht-Coating.
Bei dem Trommel-Coating handelt es sich um ein Verfahren, das hauptsächlich zur Beschichtung von großen, nicht wirbelfähigen Partikeln wie Tabletten und Kapseln verwendet wird. Das Trommel-Coating eignet sich aber auch gut zum Überziehen von Pellets.

### Trommel-Coating
Es gibt teilperforierte und vollperforierte Trommeln. Die Geräte unterscheiden sich unter anderem durch die Art der Luftführung, die entweder nach dem Gleichstrom- oder dem Gegenstromverfahren erfolgt. Bei dem Gleichstromverfahren erfolgt die Zuluft von oben, die Abluft wird durch das Produktbett nach unten hin abgeführt. Bei dem Gegenstromverfahren erfolgt die Zuluft von unten durch das Produktbett hindurch, die Abluft erfolgt nach oben.
Für pharmazeutische Zwecke wird überwiegend das Gleichstromverfahren angewendet, wobei das Gegenstromverfahren eher in der Lebensmittelindustrie verwendet wird.
Beim Gleichstromverfahren strömen Sprühflüssigkeit und Trocknungsluft in die gleiche Richtung. Dadurch kann es möglicherweise im Bereich der Sprühdüse zu Sprühtrocknungseffekten kommen. 
Beim Gegenstromverfahren strömen Sprühflüssigkeit und Trocknungsluft in die entgegengesetzte Richtung; dadurch kann es zu Turbulenzen im Bereich des Sprühkegels kommen.
Beim Trommel-Coater werden die Partikel durch die um ihre Längsachse rotierende Drehtrommel in Bewegung gehalten. Diese enthält sogenannte Schikanen, die für die Durchwelzung des Tablettenbetts verantwortlich sind. Die Durchwelzung des Füllguts sorgt unter anderem für einen homogeneren Überzug der Partikel.

### Wirbelschicht-Coating
Wirbelschichtverfahren können für Film-Coating verwendet werden. Das zu überziehende Gut wird bei diesem Verfahren durch einen Luftstrom in Schwebe gehalten. Während die Partikel die ganze Zeit in Bewegung sind, werden sie mit einer filmbildenden Flüssigkeit besprüht, gleichmäßig benetzt und abgetrocknet.
Als Filmbildner werden vorwiegend in Wasser unlösliche makromolekulare Verbindungen wie natürliche Polymere (z. B. Schellack), halbsynthetische Polymere (z. B. Cellulose-Derivate), aber auch synthetische Polymere (z. B. Polymethacrylate) eingesetzt. Sie werden dabei als organische oder wässrige Lösungen oder Suspensionen verwendet. Die wässrigen Zubereitungen werden bevorzugt, obwohl der dadurch entstehende Film ungleichmäßiger ist. Grund dafür sind die umwelt- und gesundheitsschädlichen Eigenschaften der organischen Lösungsmittel. Bei Verwendung von organischen Lösungsmitteln muss eine Lösungsmittelrückgewinnungsanlage angeschlossen werden.
Das enthaltene Lösungsmittel wird verdampft, und nur der darin gelöste oder dispergierte Feststoff bleibt als Film zurück. Es resultieren überzogene Partikel von einheitlicher Form und Größe. 
Die Wirbelschichtanlage eignet sich neben dem Film-Coating auch zum Trocknen, Granulieren oder Pelletieren. 
Beim Trocknungsvorgang wird dem Gut während der Flugphase Flüssigkeit entzogen. Die Trocknung erfolgt dabei auf schonende Weise.
Ein weiteres Einsatzgebiet ist die aufbauende Feuchtgranulierung. Der Granulataufbau erfolgt hierbei in zwei Schritten: Als Erstes kommt es zum Partikelaufbau, dabei lagert sich im Prozess eine Feststoffhaltige Flüssigkeit an die Pulverpartikel und es kommt zu einer Kornvergrößerung. Im nächsten Schritt, der Partikelanlagerung, lagern sich die bestehenden Partikel an einander an und werden dadurch größer. 
Je nach Wahl der verwendeten Granulierflüssigkeit unterscheidet man die Produkte in Klebstoffgranulate und Krustengranulate. Zur Herstellung von Klebstoffgranulaten können zum Beispiel 2–5%ige Gelatine-Lösungen, 1–6%ige Cellulose-Derivat-Lösungen oder auch 3%ige PVP-Lösungen verwendet werden. Die Bindung der Partikel erfolgt dabei durch Bildung von Klebstoffbrücken. Die Granulierflüssigkeit wird anschließend durch den Trocknungsprozess bis auf den Feststoffanteil des Klebers entfernt.
Bei der Herstellung von Krustengranulaten können zum Beispiel Ethanol oder Ethanol-Wasser-Mischungen verwendet werden. Voraussetzung hierfür ist, dass sich ein Teil des zu granulierenden Stoffes in der Granulierflüssigkeit löst. Die Pulverpartikel lagern sich durch Bildung von Kristallbrücken zusammen. Im Anschluss wird auch hierbei die Granulierflüssigkeit verdampft. 
Klebstoffgranulate lassen sich aufgrund der Stabilität und der Stärke der Klebstoffbrücken gut im Wirbelschichter herstellen. Krustengranulate sind dagegen instabil und können im Wirbelschichter zerbrechen.
Eine weitere Möglichkeit zum Einsatz der Wirbelschicht-Technik stellt das Pelletieren dar.
Beim Pelletieren wird Pulver gemischt und mit einem Löse- oder Bindemittel befeuchtet. Es entstehen Agglomerate, die sich zu gleichmäßigen und dichten Pellets ausrunden.
Das Wirbelschicht-Coating kann je nach Lage der Düsen in der Trommel in Top-Spray-, Bottom-Spray- und Tangential-Spray-Coating unterschieden werden.

#### Top-Spray-Coating
Dieses Verfahren wird bevorzugt in der Lebensmittelindustrie sowie der feinchemischen Industrie verwendet. Das Coating dient insbesondere der Verbesserung der Lagerstabilität.
Oberhalb des Produktbehälters befindet sich die Entspannungszone mit den Düsen. Die Flüssigkeit wird von oben auf die Partikel gesprüht. Zur Zerstäubung des Flüssigkeitsstrahls wird Druckluft eingesetzt. Da bei diesem Verfahren gegen die Luftströmungsrichtung gesprüht wird, kommt es dazu, dass ein Teil der versprühten Lösung vom Luftstrom getrocknet wird, bevor es zur Filmbildung kommt. Der Abstand der Düsen zu den Partikeln ist für jeden Partikel unterschiedlich, dadurch resultieren leicht poröse Filmstrukturen, was für den genannten Anwendungsbereich nicht problematisch ist.

#### Bottom-Spray-Coating
Bei dieser Überzugstechnik wird das zu überziehende Produkt von unten besprüht.

#### Tangential-Spray
Die Partikel werden durch eine Rotorscheibe gleichmäßig bewegt. Durch den Anströmboden strömt Luft in die Wirbelkammer und die Partikel werden in Bewegung gesetzt. Dabei werden diese von den seitlich in den Produktbehälter ragenden Düsen besprüht.

### Wurster-Verfahren
Das Wurster-Verfahren ist ein Glatt-spezifisches Verfahren, das von Dale E. Wurster (1918–2007) 1952 entwickelt wurde.
Es beschreibt ein Coating-Verfahren, das im Rahmen des Wirbelschichtcoatings angewendet wird. Das Bottom-Spray-Verfahren kann als Variation des Wurster-Verfahrens angewendet werden. 
Hier wird die Sprühflüssigkeit von unten nach oben gesprüht. Die Sprühdüsen sind in der Bodenplatte (Anströmboden) integriert und damit vollständig von den zu überziehenden Partikeln umgeben. 
Das Verfahren eignet sich zum Überziehen von sehr kleinen Partikeln, Mikropellets und Minitabletten.
Ein Vorteil des Verfahrens ist, dass man eine gleichmäßige Beschichtung erzielen kann, d. h., auch bei Partikeln, die nicht kugelförmig sind, kann durch das Coating eine gleichmäßige Schichtdicke erzeugt werden. Dies kann durch die Sprühbeschichtung mit einer wirkstoffhaltigen Lösung bzw. Suspension erfolgen. Ein weiterer Vorteil ist, dass durch dieses Verfahren eine gezielte Veränderung des Freisetzungsprofils des Wirkstoffs aus den überzogenen Tabletten oder Pellets erzielt werden kann.
Grundlage des Coatings durch das Wurster-Verfahren ist eine zirkulierende Wirbelschicht. Erzeugt wird diese Wirbelschicht durch Verwendung eines Zylinders mit einem Steigrohr und einer Bodenplatte, die unterschiedlich große Bohrröhrchen enthält. Dadurch wird eine kontrollierte Bewegung der Partikel und damit auch eine homogene Auftragsmenge des Überzugs auf die Tabletten/Pellets erzielt. Dabei wird die Coating-Flüssigkeit in den aufsteigenden Partikelstrom eingedüst und der Überzug durch häufiges und wiederholt dünnes Auftragen der Flüssigkeitströpfchen langsam aufgebaut.
Das Wurster-Steigrohr ist dabei so beschaffen, dass man Bereiche mit unterschiedlichem Luftdurchsatz erhält, d. h. Bereiche mit stärkerem und Bereiche mit schwächerem Luftdurchsatz. Die Bereiche unterhalb des Steigrohrs besitzen größere Bohrlöcher und ermöglichen dadurch einen stärkeren Luftdurchstrom. Die sich darin befindenden Partikelteilchen werden so aufwärts beschleunigt und durch die Sprühflüssigkeit benetzt. Bei weiterem Aufsteigen im Steigrohr werden diese getrocknet und an der Oberkante ausgetragen.

#### Aufbau
Der Wirbelschichter enthält in seinem Zentrum das Wurster-Steigrohr, einen zylindrischen Einsatz, der als Trennwand zum äußeren Zwischenraum dient. Dieser Einsatz besitzt am unteren Ende einen Spalt über dem Anströmboden. Der Luftstrom ist dabei im Inneren Zylinder höher als im äußeren.
Im inneren Zylinder werden die Partikel, die sich im Anströmboden befinden, durch die Sprühdüse beschichtet. Die Partikel werden während des Sprühvorgangs bis zu einer bestimmten Höhe nach oben beschleunigt. Im oberen Teil des Wurster-Steigrohrs findet dann der Trocknungsvorgang statt. Hier fallen diese in den äußeren Zwischenraum zurück und gelangen erneut über den Spalt am Boden der Inneren Trennfuge in den Innenraum des Zylinders. Dieser Vorgang wird so lange wiederholt, bis die gewünschte Schichtdicke des Überzugs erreicht wird. Die Gleichförmigkeit der Beschichtung ist dabei abhängig von der Umlaufzeit sowie der Anzahl der Durchgänge der Partikel. Die Zirkulation ist dabei abhängig von den Partikeleigenschaften, den Prozess-Parametern und der Überzugs-Anlage. Die Prozess-Parameter, die die Zirkulation der Partikel beeinflussen, umfassen die Strömungsrate, die Trennfuge innerhalb des inneren Rings, die Geschwindigkeit der Zerstäubungsluft sowie die Beschaffung des Zerstäubers.